# Hyale iole
Hyale iole är en kräftdjursart som beskrevs av J. L. Barnard 1970. Hyale iole ingår i släktet Hyale och familjen Hyalidae. Inga underarter finns listade i Catalogue of Life.